# Julius Petraitis
Julius Petraitis (ur. w 1905, zm. ?) – litewski lekkoatleta, długodystansowiec.
Podczas igrzysk olimpijskich w Amsterdamie (1928) odpadł w eliminacjach biegu na 5000 metrów.

## Rekordy życiowe
- Bieg na 5000 metrów – 16:45,4 (1935)